# Renato Russo
Renato Russo (* 27. März 1960 in Rio de Janeiro; † 11. Oktober 1996 in Rio de Janeiro), mit bürgerlichem Namen Renato Manfredini Júnior, war ein brasilianischer Sänger und Komponist. Er war Gründer der Rockband Legião Urbana („Urbane Legion“).

## Lebenslauf

### Kindheit und Jugend
Als Sohn eines Angestellten der Banco do Brasil, der größten brasilianischen Bank, lebte Renato Manfredini Júnior bis zu seinem sechsten Lebensjahr in Rio de Janeiro. 1967 zog er mit seiner Familie, aufgrund der Versetzung seines Vaters, in den Stadtteil Queens von New York. Im Jahr 1969 kehrte die Familie nach Rio zurück, doch blieben die Eindrücke dieser Zeit, die den späteren Sänger in seinen Texten und Ansichten beeinflussten. 1973 zogen die Familie in die brasilianische Hauptstadt Brasília um.
Im Alter von 15 Jahren erkrankte Russo an Epiphysiolyse, ein Leiden, das seine Beine für zwei Jahre lähmte. Er verwandte diese Zeit zu intensivem Lesen und studierte Rechtswissenschaft. Wichtiger aber war die Entdeckung seine Leidenschaft für Musik, insbesondere für Punk. Er selbst bezeichnete dies als die Zeit, in „der sich [meine] Musikalität entwickelt hat“. Bevor er schließlich hauptberuflicher Musiker wurde, arbeitete er als Journalist und Englischlehrer.

### Musikalische Entwicklung
Von 1978 bis 1979 war er Bassist bei der Rockband Aborto Elétrico („Elektrische Abtreibung“) an der Seite der Brüder Fê Lemos (Schlagzeug) und Flávio Lemos. Während des vierjährigen Bestehens von Aborto Elétrico (1978 bis 1982) schrieb Russo viele Songs, die später Hits von Capital Inicial, gegründet u. a. von den Brüdern Lemos, wurden und von Legião Urbana.
Legião Urbana wurde von ihm 1982 zusammen mit Marcelo Bonfá, Eduardo Paraná und Paulo Paulista gegründet. Jedoch verließen Eduardo Paraná und Paulo Paulista die Band nach wenigen Auftritten. An ihre Stelle traten Renato Rocha und Dado Villa-Lobos (mit einem kurzen Intermezzo von Ico-Ouro Preto), womit die Band ihre klassische und bekannteste Besetzung annahm. Lediglich von 1984 bis 1989 hatte die Band mit Pedro Rocha noch einen weiteren Bassisten. Angeführt von Renato Russo stieg Legião Urbana zu einer der bedeutendsten Figuren der brasilianischen Musikszene auf. Seine Fans verehrten ihn. Mit seinen systemkritischen Texten, später mit Songs über Liebe, Spiritualität, Familie und Sex sprach er aus, was sie bewegte. Als seine bekanntesten Lieder gelten Faroeste Caboclo, Pais e filhos, Que país é esse, Eduardo e Mônica, Geração Coca-Cola, u. a.
In den 1990er Jahren brachte er zwei Soloalben mit italienisch- und englischsprachigen Songs heraus.
1990 bekannte Russo sich öffentlich zu seiner Bisexualität, außerdem gestand er den Konsum von Drogen zu Beginn seiner Karriere ein.
Er starb 1996 durch die Immunschwäche Aids. Gerüchten zufolge soll er, überwältigt durch Depressionen, Suizid begangen haben. Anhänger dieser These verweisen dazu auf den Text seines Stückes Via Láctea („Milchstraße“) aus dem Album A Tempestade:
| « Quando tudo está perdido Eu me sinto tão sozinho Quando tudo está perdido Não quero mais ser quem eu sou » | „Wenn alles verloren ist Fühle ich mich so allein Wenn alles verloren ist Möchte ich nicht mehr sein wer ich bin“ |

Nach seinem Tod beschlossen die verbleibenden Mitglieder von Legião Urbana, die Band aufzulösen.
Russo hinterließ einen damals 7-jährigen Sohn, Giuliano Manfredini.

## Film
Unter dem Titel 'Somos tão Jovens' (Wir sind so jugendlich) wurde 2013 der Film über das Leben von Renato Russo veröffentlicht. Mit Thiago Mendonça in der Rolle des exzentrischen Musikers, zeigt der Film, wie aus dem jungen Renato Manfredini Júnior der gefeierte Musiker Renato Russo wurde, welche Menschen ihn dabei beeinflussten und welche Krisen er durchlebte. Beginnend mit der Zeit seiner Erkrankung und endend mit einem seiner ersten größeren Auftritte in Rio de Janeiro, lässt der Film jedoch Lücken in der Biografie des Sängers.

## Diskografie

### Soloalben
- 1994: The Stonewall Celebration Concert (BR: Platin)[4]
- 1995: Equilibrio distante (BR: Diamant)
- 1997: O último solo (BR: Gold)
- 2003: Renato Russo Presente

### Kompilationen
- 2000: Série Bis: Renato Russo (BR: Platin)